# Vier Panzersoldaten und ein Hund

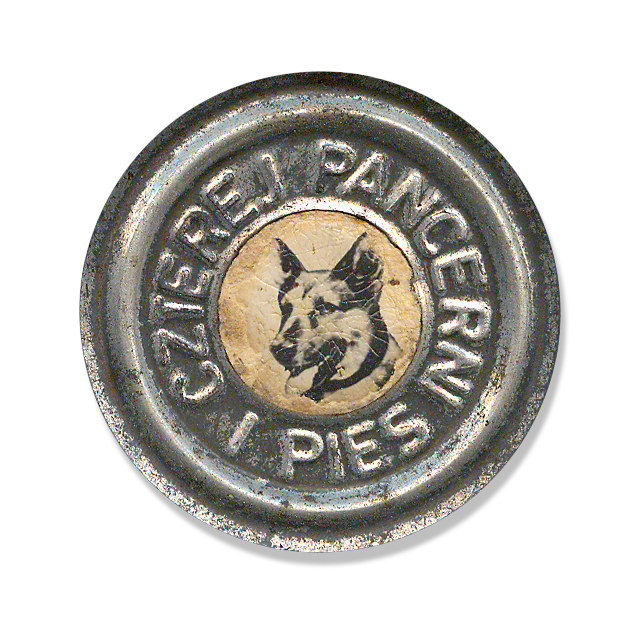
Anstecker als Fanartikel zur Serie

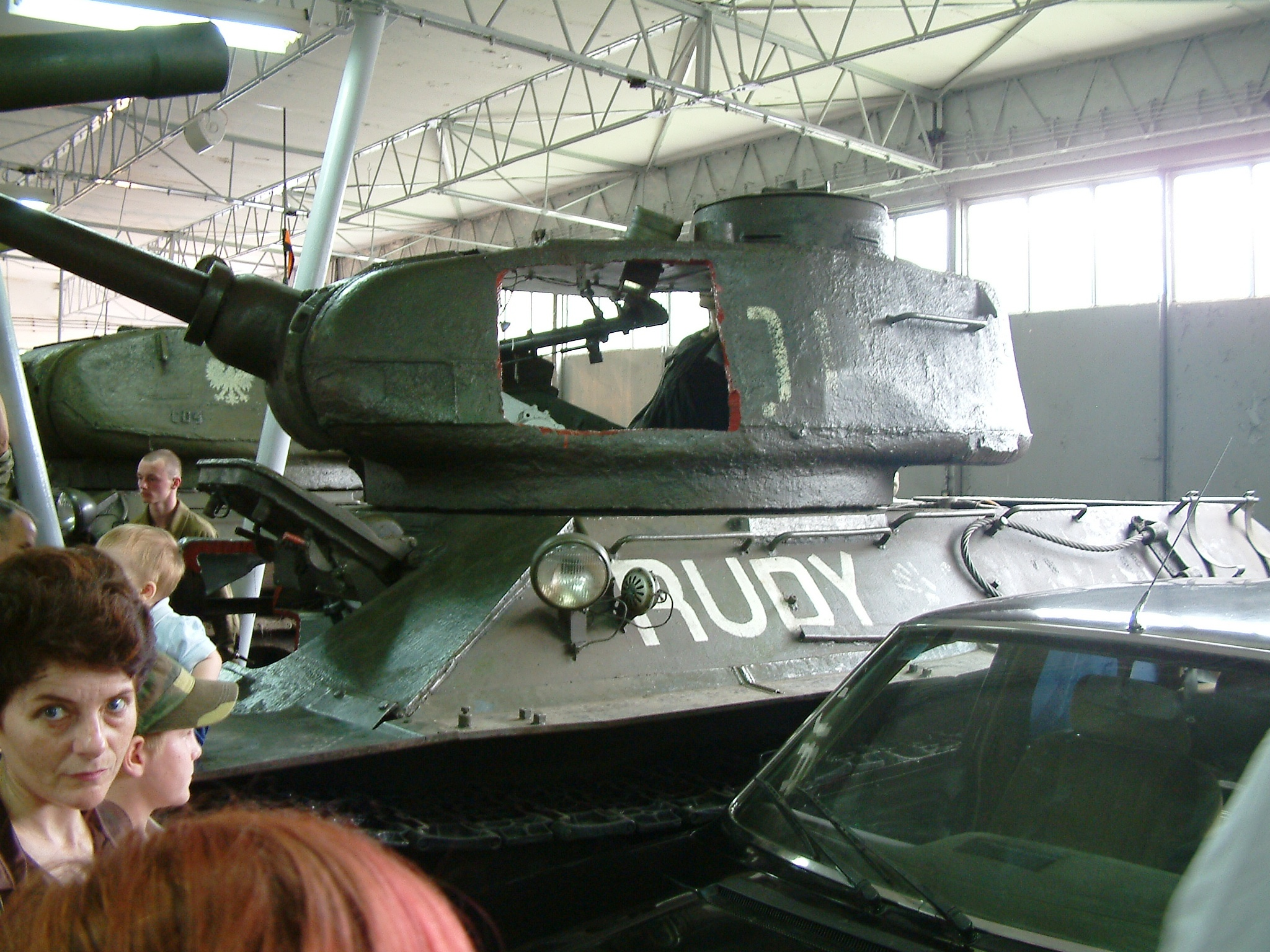
T-34-85, der bei den Dreharbeiten verwendet wurde. Muzeum Broni Pancernej Centrum Szkolenia Wojsk Lądowych, Poznań

Vier Panzersoldaten und ein Hund (Originaltitel: Czterej pancerni i pies) war eine polnische Fernsehserie nach dem gleichnamigen Roman von Janusz Przymanowski, der auch das Drehbuch schrieb.

## Handlung
Im Mittelpunkt der Handlung steht die Besatzung eines Panzers im Zweiten Weltkrieg: Die vier Soldaten Janek, Gustlik, Grigorij, ihr Kommandeur Olgierd und Janeks Hund Szarik bilden die Besatzung des T-34-Panzers "Rudy" (dt.: Rotschopf, bezieht sich auf die rothaarige Sanitäterin – siehe Teil 5) und kämpfen in einer polnischen Einheit gegen die deutsche Wehrmacht. Sie nehmen dabei ebenso an der Befreiung ihrer Heimat Polen, wie an den letzten Kämpfen um Berlin teil.
Trotz des ernsten Hintergrundes und einiger Schicksalsschläge enthält die Serie viele komische Momente. Die Protagonisten ziehen sich oft mit Witz aus brenzligen Situationen.

## Episoden
| Nr. (gesamt)     | Nr. (Staffel) | Deutscher Titel                              | Originaltitel            | Länge (DDR) | Länge (POL) |
| ---------------- | ------------- | -------------------------------------------- | ------------------------ | ----------- | ----------- |
| Staffel 1 (1966) |               |                                              |                          |             |             |
| 1                | 1             | Die Mannschaft                               | Załoga                   | 50:24       | 53:29       |
| 2                | 2             | Freude und Kummer                            | Radość i gorycz          | 46:23       | 52:56       |
| 3                | 3             | Wo wir sind, ist die Grenze, auch Feuertaufe | Gdzie my – tam granica   | 49:21       | 53:04       |
| 4                | 4             | Hundepfoten                                  | Psi pazur                | 39:44       | 53:52       |
| 5                | 5             | Die Rothaarige                               | „Rudy“, miód i krzyże    | 46:33       | 50:02       |
| 6                | 6             | Die Brücke                                   | Most                     | 38:25       | 52:32       |
| 7                | 7             | Wege, die sich trennen                       | Rozstajne drogi          | 37:08       | 41:57       |
| 8                | 8             | An der Küste                                 | Brzeg morza              | 37:38       | 45:45       |
| Staffel 2 (1969) |               |                                              |                          |             |             |
| 9                | 1             | Die neue Mannschaft                          | Zamiana                  | 47:22       | 59:46       |
| 10               | 2             | Die Falle im Schloß                          | Kwadrans po nieparzystej | 53:26       | 55:02       |
| 11               | 3             | Das Findelkind                               | Wojenny siew             | 56:14       | 56:14       |
| 12               | 4             | Das Fort                                     | Fort Olgierd             | 56:38       | 56:38       |
| 13               | 5             | Schneller als der Tod                        | Zakład o śmierć          | 56:12       | 56:12       |
| 14               | 6             | Die Schleuse                                 | Czerwona seria           | 57:09       | 57:09       |
| 15               | 7             | Leuchtsignale                                | Wysoka fala              | 51:30       | 51:32       |
| 16               | 8             | Fernaufklärung                               | Daleki patrol            | 49:22       | 56:53       |
| Staffel 3 (1970) |               |                                              |                          |             |             |
| 17               | 1             | Der Keil                                     | Klin                     | 45:45       | 54:44       |
| 18               | 2             | Ringe                                        | Pierścienie              | 28:29       | 60:13       |
| 19               | 3             | Tiergarten                                   | Tiergarten               | 48:22       | 55:44       |
| 20               | 4             | Das Tor                                      | Brama                    | 48:21       | 55:44       |
| 21               | 5             | Zu Hause                                     | Dom                      | 52:52       | 60:06       |

## Dreharbeiten
Die Serie entstand in drei Staffeln. Sie wurde in den Jahren 1966 und 1967 in der Gegend folgender Städte und Orte in Polen gedreht: Aleksandrów Łódzki, Bydgoszcz, Spała, Kłodzko und Żagań.

## Ausstrahlung und Verbreitung
In Polen hatte die Serie am 25. September 1966 Premiere. Sie war sehr erfolgreich – nicht zuletzt deshalb, weil hier das Thema Zweiter Weltkrieg unterhaltsam aufbereitet und leichter dargeboten wurde. Sie gewann in Polen Kultcharakter. Dort wurde und wird sie regelmäßig im Fernsehen wiederholt.
Außer in Polen und in der DDR wurde die Serie in der Sowjetunion, in Ungarn, in der Tschechoslowakei, in Finnland, in der Mongolei und auf Kuba ausgestrahlt.
Im Fernsehen der DDR wurden erstmals von März bis Juni 1968 die acht Folgen der ersten Staffel ausgestrahlt. Danach wurden ab September 1971 erneut diese acht Folgen wiederholt und im Anschluss daran bis Januar 1972 die 13 neuen Folgen der zweiten und der dritten Staffel ausgestrahlt. Wiederholungen gab es im Jahre 1975 (21 Folgen) und 1988 (17 Folgen). Seit 2011 ist die Serie erstmals in deutscher Synchronfassung auf DVD erhältlich.

## Musical
1973 erfolgte in Gdynia die Uraufführung des Musicals „Vier Panzersoldaten und ein Hund“ von Benedykt Konowalski (Musik) und Janusz Przymanowski (Buch).

## Trivia
In der 13. Episode spielt Tomasz mit seinem Akkordeon das Lied Korobeiniki, welches später als Hintergrundmusik für das Computerspiel Tetris diente.